# IV. Frigyes Ferenc mecklenburg–schwerini nagyherceg
 IV. Frigyes Ferenc (Palermo, 1882. április 9. – Flensburg, 1945. november 17.) Mecklenburg-Schwerin utolsó nagyhercege (1897-1918) és Mecklenburg-Strelitz kormányzója (1918).

## Élete
Frigyes Ferenc 1882. április 9-én született a Palermo-i Belmonte villaban III. Frigyes Ferenc (1851-1897) későbbi mecklenburg–schwerini nagyherceg és felesége, Anasztaszija Mihajlovna (1860–1922) egyetlen fiaként.
Frigyes Ferenc egy drezdai iskolán es a bonni egyetemen tanult.
1897 apjának halála után a tizenöt éves herceg örökölte a nagyhercegi trónt, IV. Frigyes Ferenc néven. Négy éves koráig (1901-ig) azonban János Albert mecklenburgi herceg régensként uralkodott helyette.
A nagyherceg elérte, hogy 1903-ban Svédország véglegesen lemondott Wismarról.
Az első világháború végén lezajlott németországi forradalmak alatt kikiáltották a köztársaságot, Frigyes Ferenc nagyherceg és családja elvesztették uralkodói címeiket. A család ugyanakkor továbbra is fenntartotta trónigényét; hírneve és addigi életszínvonala pedig megmaradt, mivel a családi vagyon csak elenyésző része került állami kézbe. A címzetes nagyhercegi család a háború utáni két évben Frigyes Ferenc nővéré, Alexandrina dán királyné meghívására Dániában élt, majd hazájukba való visszatelepülésük után a gelbensandéi vadászkastélyban. Innét költöztek 1921-ben át Ludwisglustba.
A második világháború végén az előrenyomuló Vörös Hadsereg elől a dán–német határon fekvő Flensburg városába menekültek. Itt hunyt el IV. Frigyes Ferenc.

## Fordítás
- Ez a szócikk részben vagy egészben  a   Friedrich Franz IV. (Mecklenburg) című német Wikipédia-szócikk fordításán alapul.  Az eredeti cikk szerkesztőit annak laptörténete sorolja fel. Ez a jelzés csupán a megfogalmazás eredetét és a szerzői jogokat jelzi, nem szolgál a cikkben szereplő információk forrásmegjelöléseként.